# John I. Vanmeter

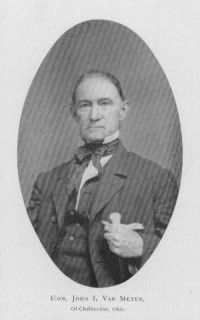
John I. Vanmeter

John Inskeep Vanmeter (* Februar 1798 bei Moorefield, Hardy County, Virginia; † 3. August 1875 in Chillicothe, Ohio) war ein US-amerikanischer Politiker. Zwischen 1843 und 1845 vertrat er den Bundesstaat Ohio im US-Repräsentantenhaus.

## Werdegang
Der im heutigen West Virginia geborene John Vanmeter besuchte das College of William & Mary in Williamsburg und danach bis 1821 das Princeton College. Nach einem anschließenden Jurastudium in Litchfield (Connecticut) und seiner 1822 erfolgten Zulassung als Rechtsanwalt begann er in Moorefield in diesem Beruf zu arbeiten. Im Jahr 1824 saß er im Abgeordnetenhaus von Virginia. Um diese Zeit herum gab er seinen Anwaltsberuf auf. 1826 zog er in das Pike County in Ohio, wo er in der Landwirtschaft arbeitete. In den 1830er Jahren schloss er sich der damals gegründeten Whig Party an. Im Jahr 1836 gehörte er dem Repräsentantenhaus von Ohio an; 1838 war er Mitglied des Staatssenats.
Bei den Kongresswahlen des Jahres 1842 wurde Vanmeter im achten Wahlbezirk von Ohio in das US-Repräsentantenhaus in Washington, D.C. gewählt, wo er am 4. März 1843 die Nachfolge von Joseph Ridgway antrat. Da er im Jahr 1844 nicht bestätigt wurde, konnte er bis zum 3. März 1845 nur eine Legislaturperiode im Kongress absolvieren. Diese Zeit war von den Spannungen zwischen Präsident John Tyler und den Whigs geprägt. Außerdem wurde damals bereits über eine mögliche Annexion der seit 1836 von Mexiko unabhängigen Republik Texas diskutiert. Diese Diskussionen führten unmittelbar nach dem Ende von Vanmeters Legislaturperiode zum Mexikanisch-Amerikanischen Krieg.
Nach der Auflösung seiner Partei wechselte John Vanmeter im Jahr 1856 zu den Demokraten. Seit 1855 lebte er in Chillicothe, wo er am 3. August 1875 starb.